# Новоегоровка (Сватовский район)
Новоегоровка (укр. Новоєгорівка, до 2016 г. — Свердловка) — село, относится к Сватовскому району Луганской области Украины.
Население по переписи составляло 6 человек. Почтовый индекс — 92624. Телефонный код — 6471. Занимает площадь 0,51 км². Код КОАТУУ — 4424086505.
В марте 2022 года село было захвачено армией РФ в ходе вторжения России на Украину, в октябре 2022 года возвращено под контроль Украины.

## Название
До 1917 года село имело название Боголюбовка. После 1917 года получило название «Свердловка». В 2016 году переименовано на название соседнего села — Новоегоровка.

## Местный совет
92624, Луганська обл., Сватівський р-н, с. Райгородка, вул. Конопліна, 3 (укр.)